# Galerie der Landkarten

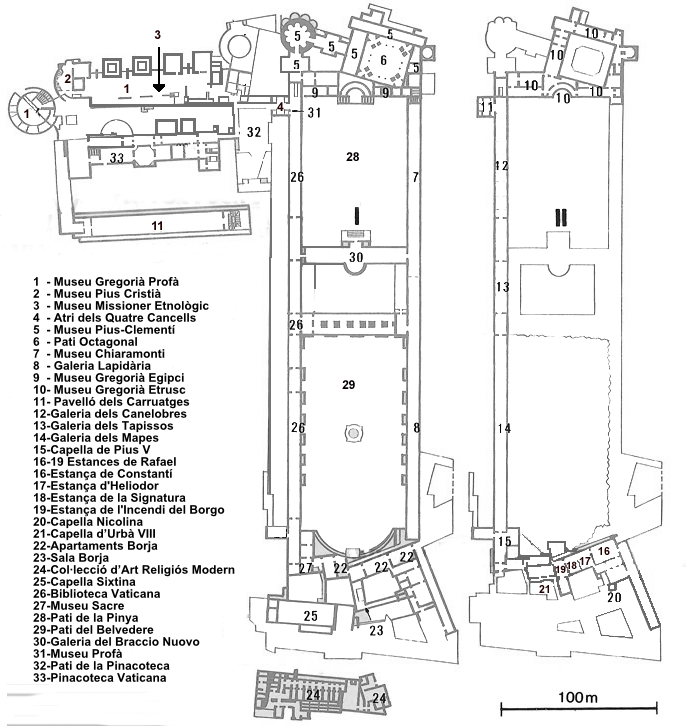
Übersichtsskizze der Vatikanischen Museen, Nr. 14: Galerie der Landkarten

Die Galerie der Landkarten (italienisch Galleria delle carte geografiche) ist eine Galerie der Vatikanischen Museen an der Westseite des Belvedere-Hofs im Vatikan, die eine Reihe von gemalten topografischen Karten Italiens enthält, die auf Zeichnungen des Mönchs und Geografen Ignazio Danti beruhen.
Die Galerie wurde 1580 von Papst Gregor XIII. in Auftrag gegeben, als Teil anderer künstlerischer Arbeiten, die der Papst zur Dekoration des Vatikans in Auftrag gab. Danti benötigte drei Jahre (1580–1583), um die 40 Tafeln der 120 m langen Galerie fertigzustellen.
Der Saal selbst wurde von Ottaviano Mascherino für Papst Gregor XIII. entworfen, der sein neues astronomisches Observatorium, den „Turm der Winde“, mit dem apostolischen Palast verbinden wollte, damit seine Gäste inmitten von Landkarten spazieren gehen konnten, bevor sie hinaufstiegen, um den Himmel zu beobachten.

## Gestaltung
Die Tafeln zeigen die gesamte italienische Halbinsel in großformatigen Fresken (etwa 300 × 400 cm groß), die jeweils eine Region sowie eine perspektivische Ansicht der wichtigsten Stadt darstellen.
Die Karten sind in der Galerie so angeordnet, dass der Eindruck entsteht, Italien von Norden nach Süden zu durchqueren. Mit dem Apennin als Trennwand zeigt die eine Seite die vom Ligurischen und Tyrrhenischen Meer umgebenen Regionen und die andere die vom Adriatischen Meer umgebenen Regionen.
Nach der Reihe der regionalen Karten folgen zwei allgemeine geografische Karten:
- antikes Italien (antiqua), mit der Aufschrift „Commendatur Italia locorum salubritate, coeli temperie, soli ubertate“
- modernes Italien (nova), mit der Aufschrift „Italia artium studiorumque plena semper est habita“

Die Verflechtung der klassischen und der modernen italienischen Welt, des Heidentums und des Katholizismus, zieht sich durch die Fresken.
Am Anfang und am Ende der Galerie ist eine Gesamtansicht der vier großen italienischen Häfen des 16. Jahrhunderts: Venedig, Ancona, Genua und Civitavecchia zu sehen.
Das Gewölbe wird von biblischen Szenen geziert. Die Dekorationen sind das Werk einer Gruppe von Manieristen, darunter Cesare Nebbia und Girolamo Muziano.

## Weitere Karten
Im unteren Teil der Galerie zeigt eine historische Karte den Seesieg der „Heiligen Liga“ über die türkische Flotte bei Lepanto im Ionischen Meer im Oktober 1571. Der Sieg wurde als Zeichen göttlichen Eingreifens gedeutet, und das Papsttum erntete die Lorbeeren dafür, indem es ihn mit dem Festtag „Unserer Lieben Frau vom Sieg“ feierte.
Dantis Karten zeigten oft wichtige historische Ereignisse, die in verschiedenen Epochen in ein und demselben Gebiet stattfanden. Die Karte von Mailand schenkt der Stadt wenig Aufmerksamkeit, konzentriert sich aber auf mindestens drei wichtige Schlachten, die in der Region stattfanden: die zwischen Hannibal und Scipio im Jahr 218 v. Chr., die Niederlage der Langobarden durch Karl den Großen im Jahr 774 n. Chr. und die französische Niederlage bei Pavia im Jahr 1525.
Die Via Flaminia war eine Straße von Rom durch den Apennin nach Rimini. Hier überquerte Julius Cäsar 49 v. Chr. mit seiner Armee den Fluss Rubocone und löste damit den Bürgerkrieg im republikanischen Rom aus. Dieser entscheidende Moment der römischen Geschichte ist in der Mitte der Karte „Flaminia“ dargestellt. Auf dem Obelisken wird an dieses Ereignis erinnert.
In den späten 1570er Jahren schuf Danti ein Relief seiner Heimatstadt Perugia. Das Fresko ist reich an Details, Kartuschen, Windrosen und Einschüben mit Stadtplänen. Es zeigt auch den Sieg Hannibals über die Römer im Jahr 217 v. Chr. bei Trasimeno.
Neben einem Plan von Neapel ist auch die Schlacht von Garigliano (915 n. Chr.) dargestellt, in der die christlichen Truppen von Papst Johannes X. ein sarazenisches Heer des Fatimidenkalifats besiegten, das die Region kolonisiert hatte.

## Restaurierung
Im Laufe der Zeit litt die Kartengalerie unter den Auswirkungen von Feuchtigkeit, Verschmutzung und verschiedenen Umwelteinflüssen, die die Fresken in Mitleidenschaft zogen. In den 1980er Jahren wurde die Dringlichkeit der Situation erkannt und eine umfassende Restaurierung in Angriff genommen. Ziel dieses ehrgeizigen Projekts war die sorgfältige Ausbesserung und der Schutz der Karten, die mit erheblichen Problemen zu kämpfen hatten, darunter auch mit dem Abblättern und Verblassen. Die letzte Restaurierung der Galerie der Landkarten wurde am 27. April 2016 abgeschlossen.

## Galerie

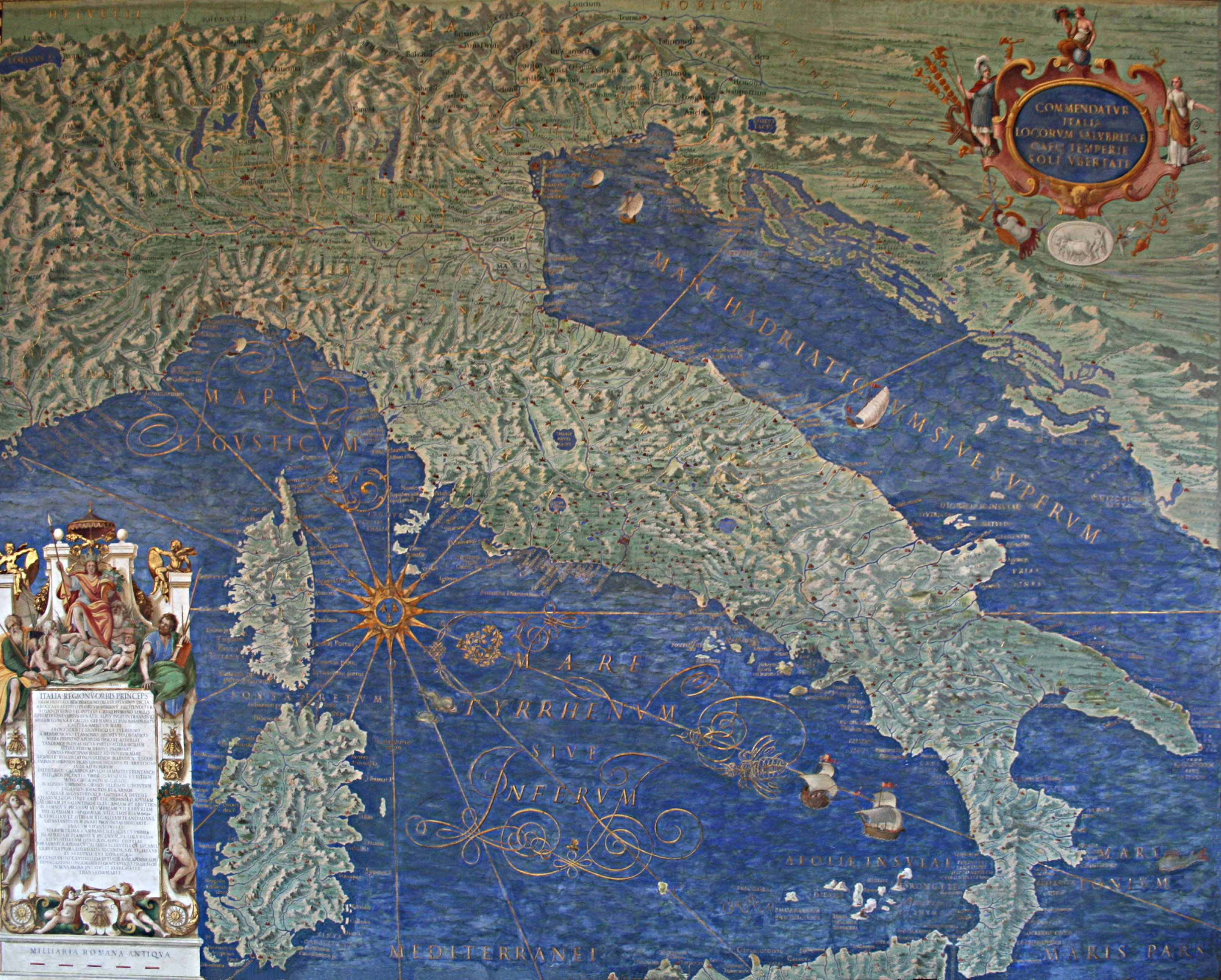
Karte von Italien, Korsika und Sardinien
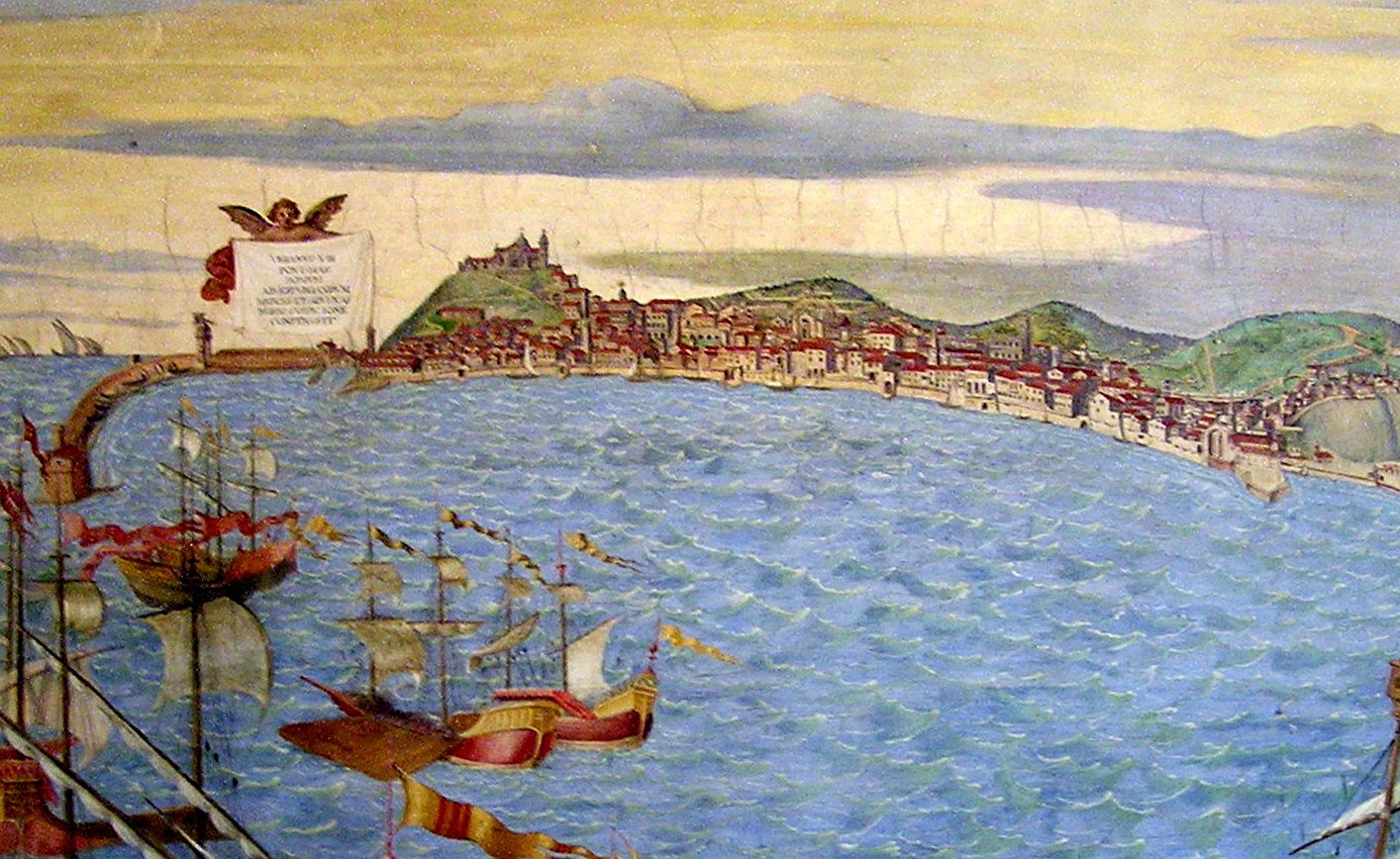
Ansicht von Ancona
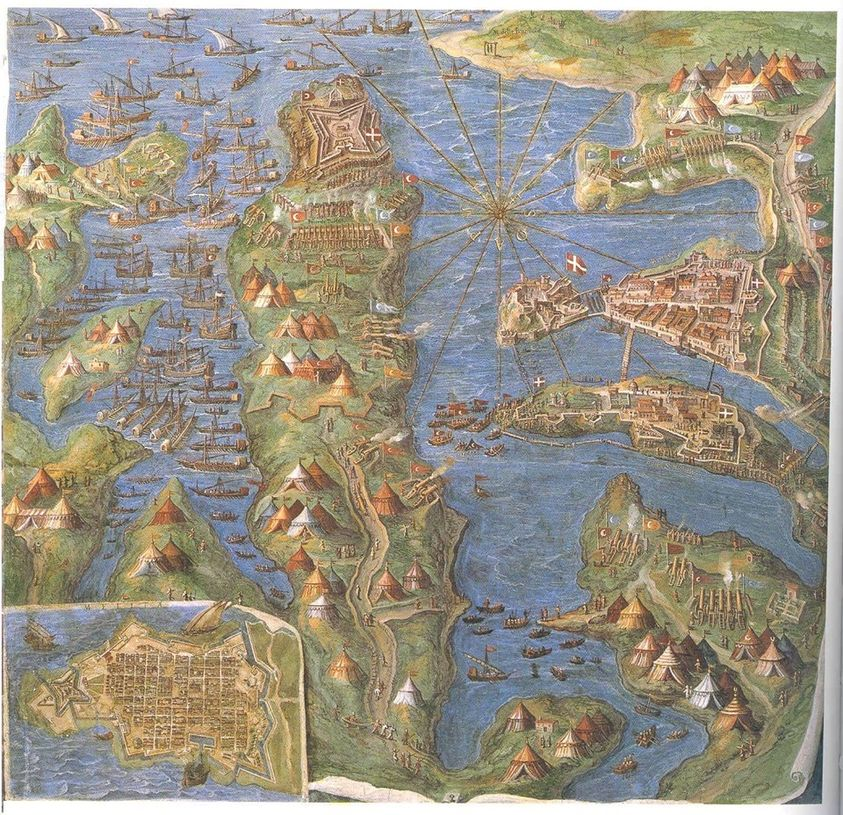
Belagerung von Malta
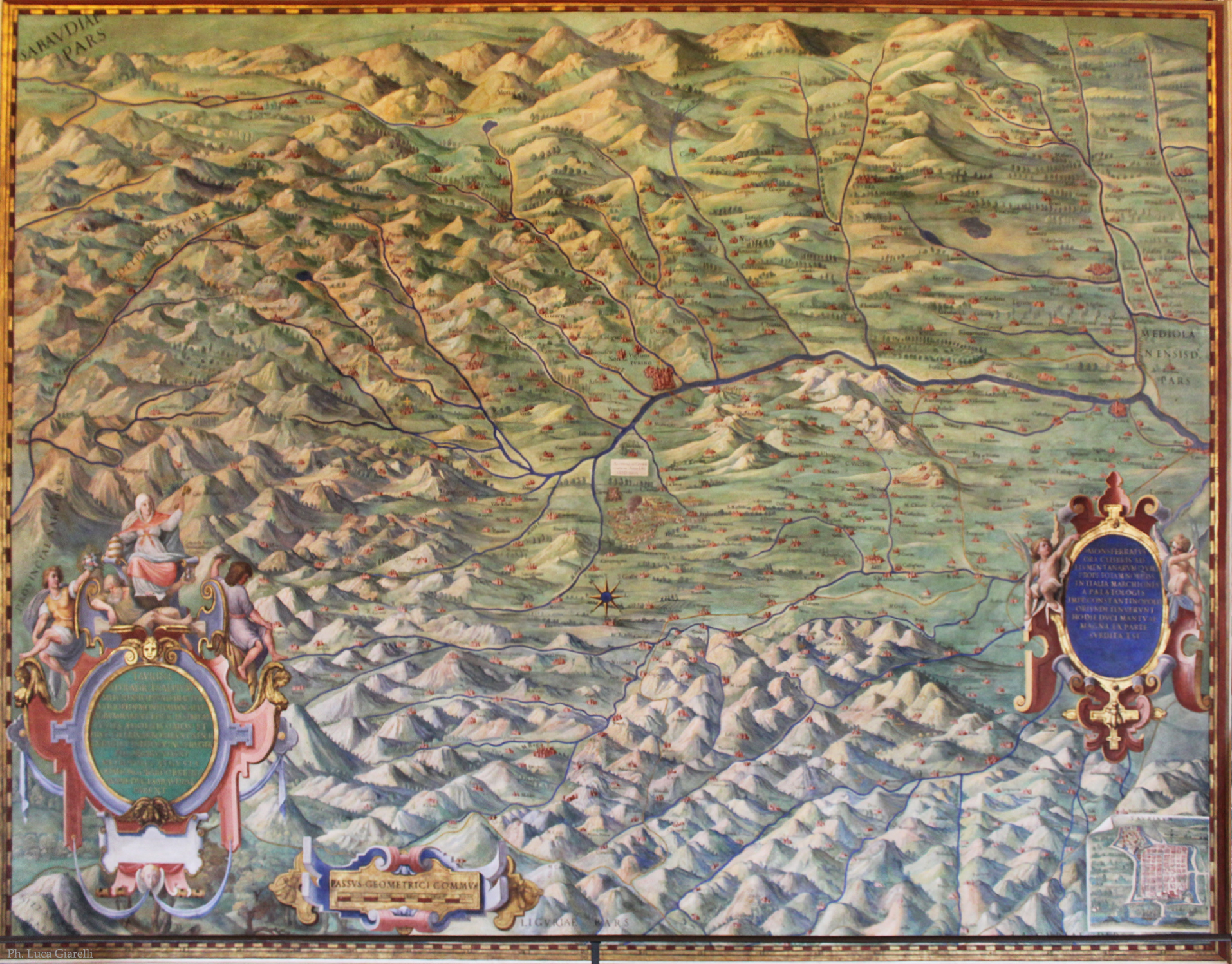
Karte von Montferrat
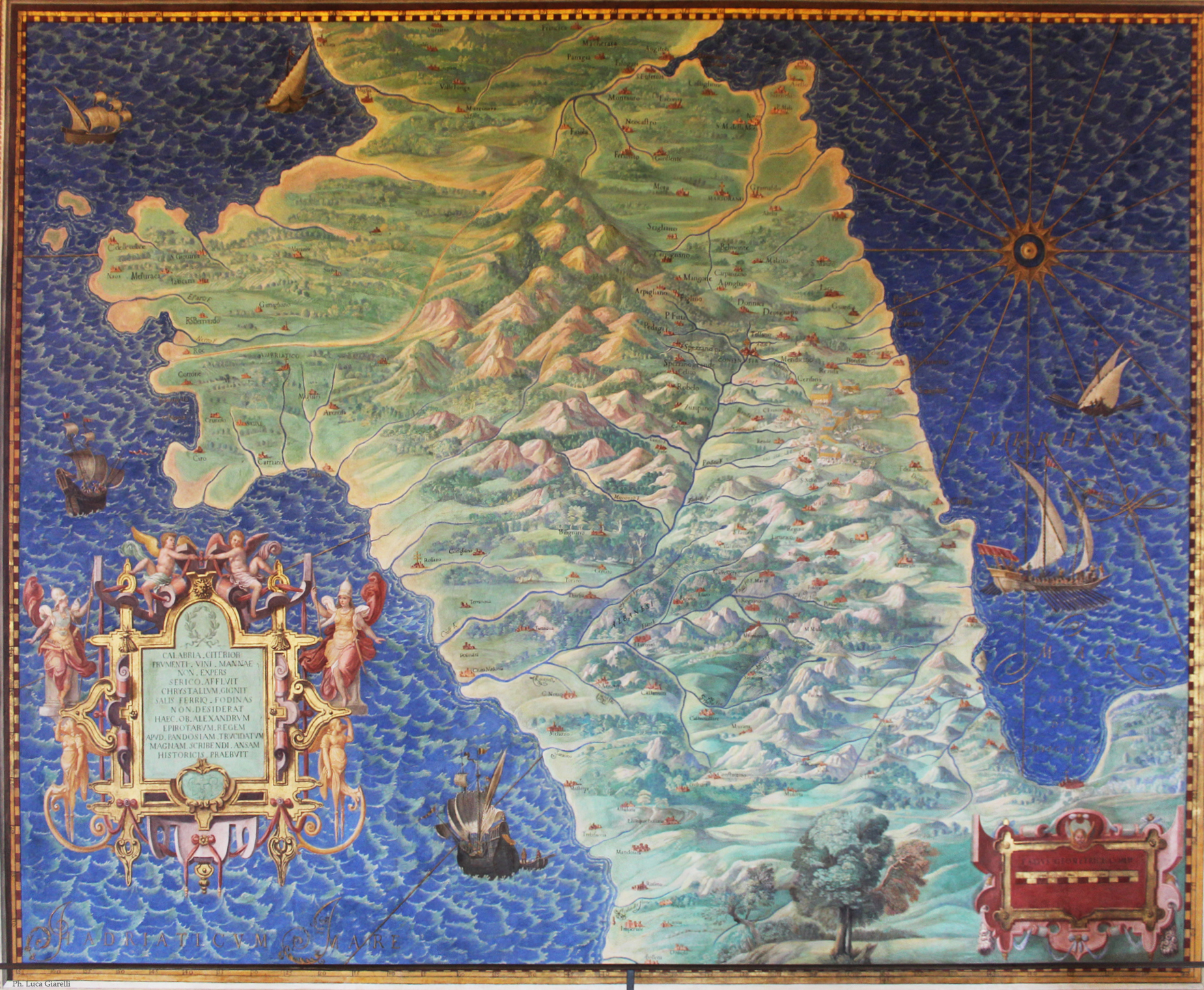
Karte von Kalabrien
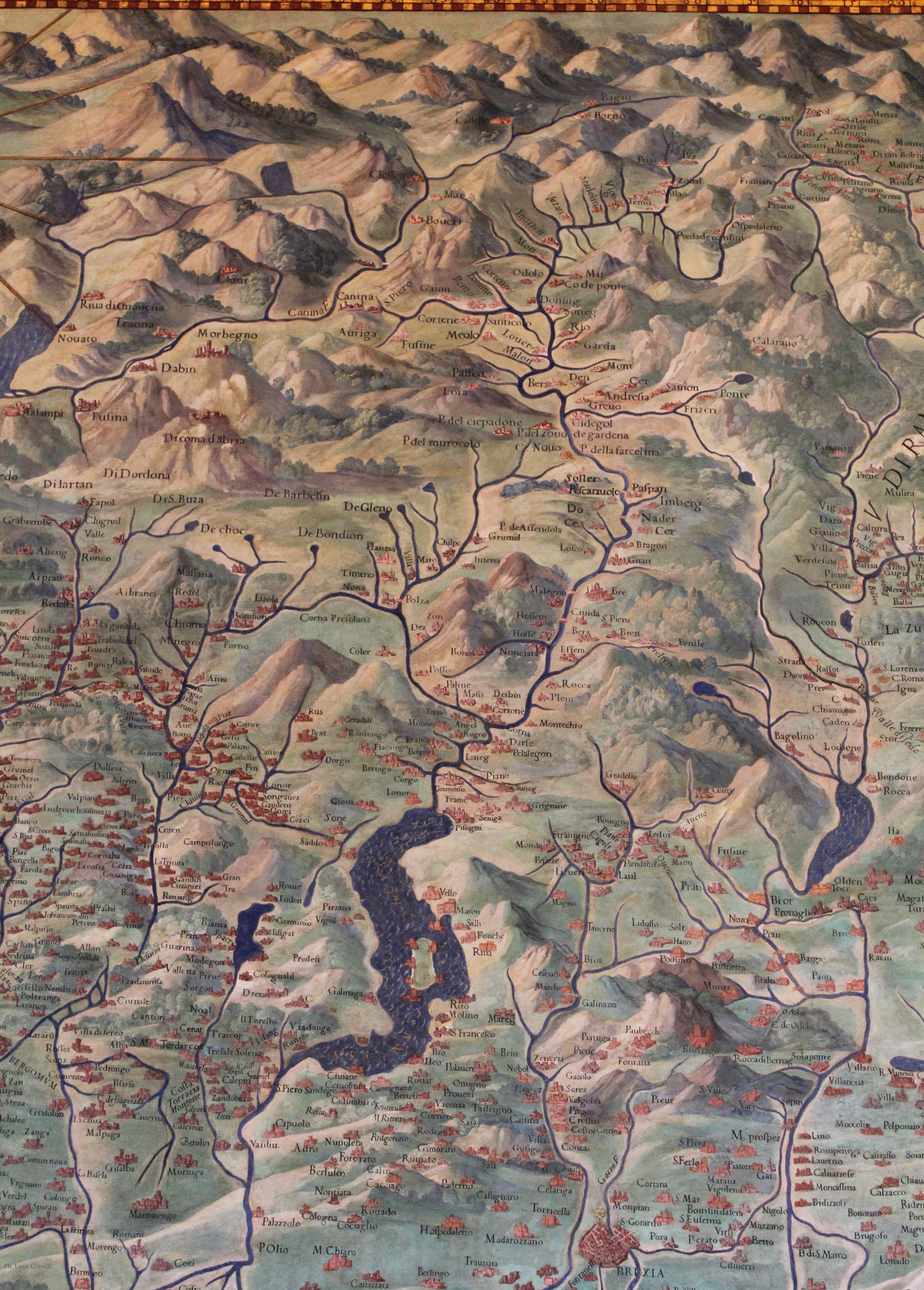
Karte des Valcamonica
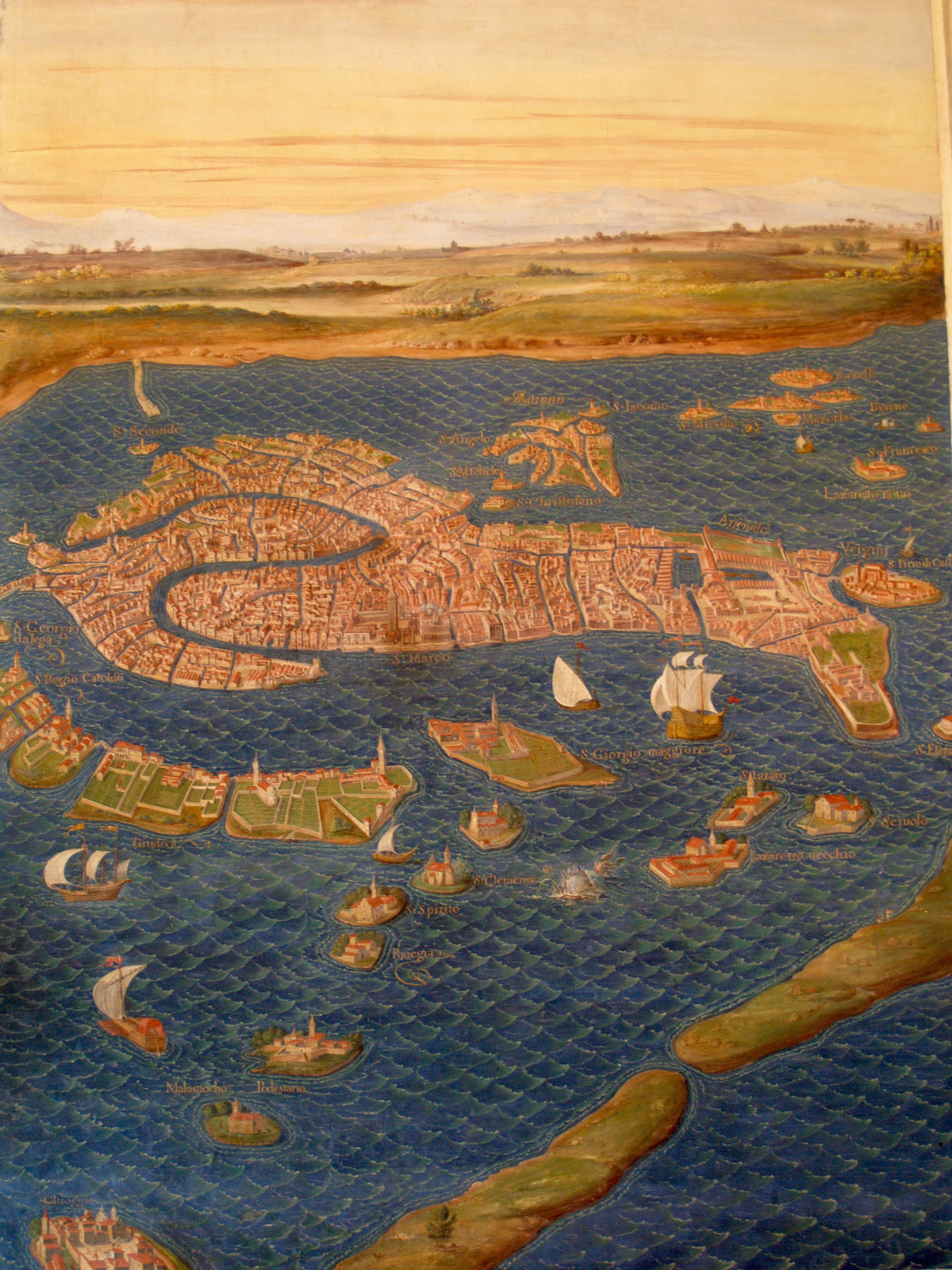
Ansicht von Venedig
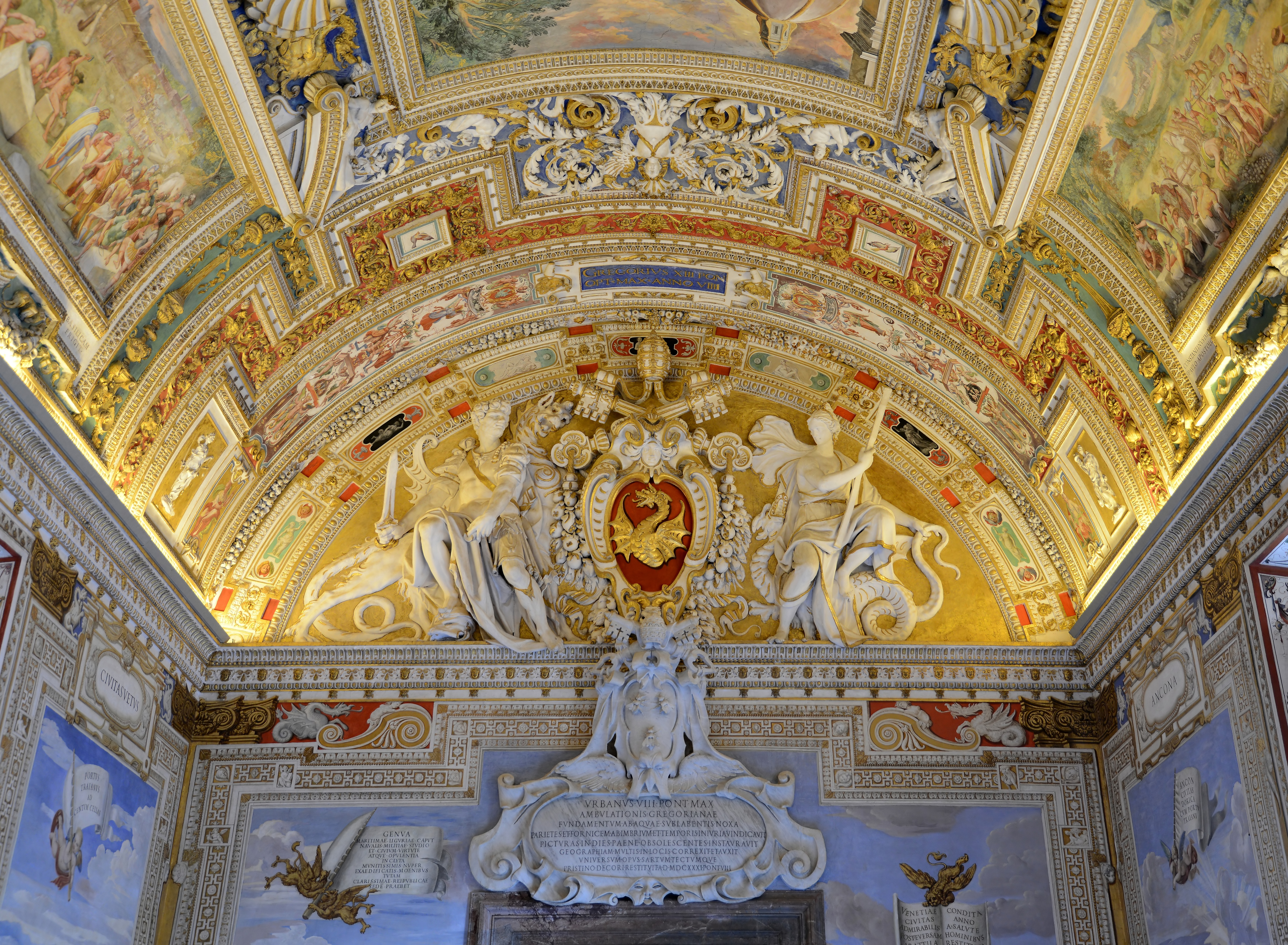
Wappen von Papst Gregor XIII. und Papst Urban VIII.
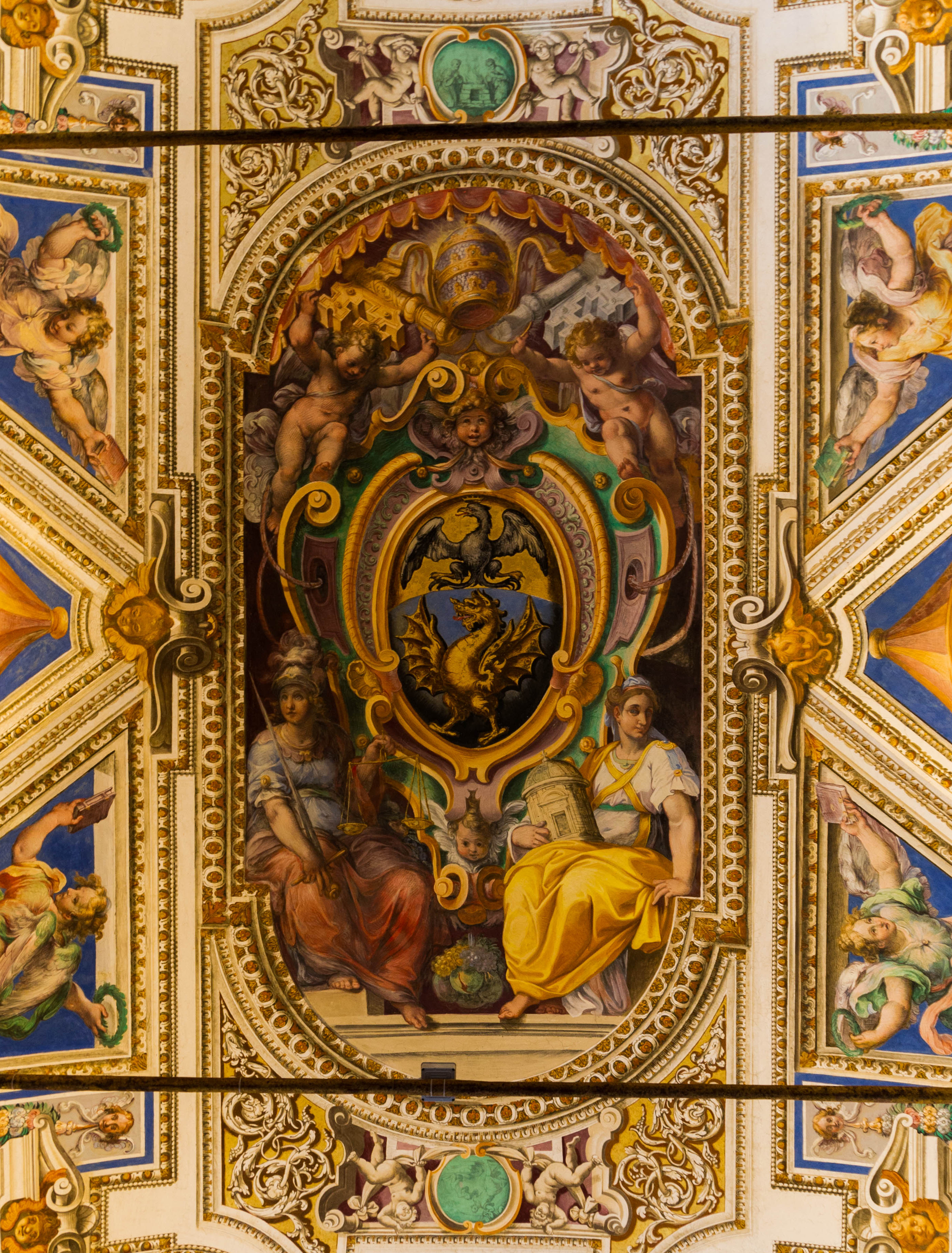
Wappen von Papst Paul V.
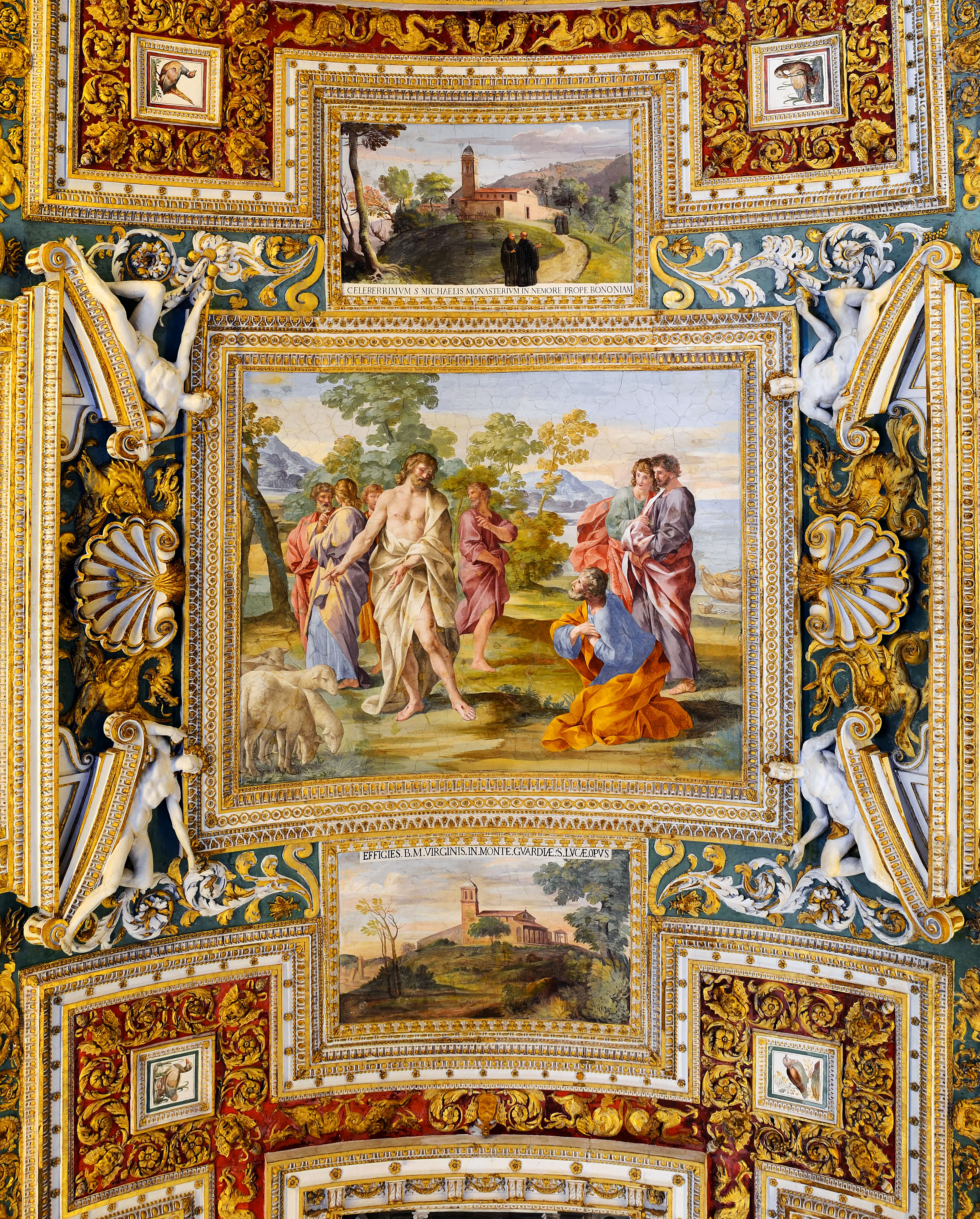
Gemälde von Jesus und Lazarus

## Sonstiges
In der Galerie waren einst die so genannten Azuchi-Leinwände ausgestellt, die 1585 vom japanischen Shogun Oda Nobunaga an Papst Gregor XIII. geschenkt wurden.